# Herpestes
Genre
Ce genre de mangoustes comprend les espèces suivantes :
- Herpestes brachyurus (Gray, 1837) — Mangouste à queue courte
- Herpestes edwardsii (E. Geoffroy Saint-Hilaire, 1818) — Mangouste d'Edwards, Mangouste indienne grise
- Herpestes ferrugineus
- Herpestes fuscus Waterhouse, 1838 — Mangouste brune de l'Inde[1]
- Herpestes ichneumon (Linnaeus, 1758) — Rat des pharaons, Mangouste ichneumon ou Mangouste d'Égypte
- Herpestes javanicus (E. Geoffroy Saint-Hilaire, 1818) — Mangouste de Java
- Herpestes naso (de Winton, 1901) — Mangouste à long museau, Mangouste du Congo
- Herpestes palustris (Ghose, 1965 ) — Mangouste des marais du Bengale
- Herpestes semitorquatus (Gray, 1846 ) — Mangouste à collier
- Herpestes smithii (Gray, 1837) — Mangouste de Smith, Mangouste roussâtre
- Herpestes urva (Hodgson, 1836) — Mangouste crabière, Mangouste mangeuse de crabes
- Herpestes vitticollis (Bennett, 1835) — Mangouste à cou rayé